# Stiftsköldlav
Stiftsköldlav (Xanthoparmelia verruculifera) är en lavart som först beskrevs av William Nylander och fick sitt nu gällande namn av O. Blanco, A. Crespo, Elix, D. Hawksw. & Lumbsch. 
Xanthoparmelia verruculifera ingår i släktet Xanthoparmelia och familjen Parmeliaceae. Inga underarter finns listade i Catalogue of Life.
I den svenska databasen Dyntaxa används istället namnet Neofuscelia verruculifera för samma taxon.  Arten är reproducerande i Sverige.